# Vogels van de Meester
Vogels van de Meester is het zesde stripalbum uit de Ravian-reeks. Het album is getekend door Jean-Claude Mézières met scenario van Pierre Christin.

## De verhalen
Ravian en Laureline lijden schipbreuk op een planeet die als één groot ruimteschepenkerkhof lijkt te dienen. Ze worden gered door een gemengd volk, bestaande uit eveneens gestrande astronauten en onderzoekers, afkomst van meerdere planeten. Deze inwoners worden onderdrukt door 'De Meester', een onbekend wezen dat zich door zijn slaven laat verzorgen en daarbij wordt geholpen door een enorme zwerm vogels die een gekmakend gif met zich dragen.